# Малиновский, Роман Вацлавович
Рома́н Вацлавович Малино́вский (18 марта 1876 года, Варшава — 5 ноября 1918 года, Москва) — российский политический деятель, член ЦК РСДРП, большевик, известный своим провокаторством, разоблачённый секретный сотрудник Охранного отделения департамента полиции Министерства внутренних дел Российской империи. Был казнён в 1918 году, реабилитирован в 2021.

## Биография
Происходил из польской семьи.
В 14 лет, после смерти матери, остался круглым сиротой, начал жить попрошайничеством. В июле 1897 года в Липновском уезде украл из безлюдного дома хлеб, сыр, масло и 13 или 23 рубля денег; по дороге в Липно арестован и осуждён за кражу на 6 недель тюрьмы. Взломав печку в Чарнском волостном аресте, бежал. Два или три месяца занимался воровством. Вновь арестован и осуждён за кражу и взлом казённого здания на 1 год и 6 месяцев тюрьмы.
В 1901—1905 годах служил рядовым в лейб-гвардии Измайловском полку. В 1906 году вступил в РСДРП, работал в петербургском профсоюзе металлистов. С 1910 года был агентом Московского охранного отделения и с 1912 года — Департамента полиции. Жалование Малиновского составляло 6000—8400 руб. в год, при том что оклад директора Департамента полиции равнялся 7000 руб. в год. Одним из главных его руководителей в Департаменте полиции был Белецкий. Малиновский сообщал ему предварительно текст своих речей, которые предполагал произнести в Думе.
Ленин предлагал не выбирать Малиновского в депутаты, — по воспоминаниям Г. И. Петровского, ему говорил об этом Г. К. Орджоникидзе, выразивший сожаление, что участники Пражской партийной конференции, на которой утверждался состав депутатов, не прислушались к мнению Владимира Ильича — голосовали за Малиновского и «сели в галошу». Малиновский участвовал в Пражской конференции от московского профсоюза металлистов. На ней он был избран членом ЦК партии.

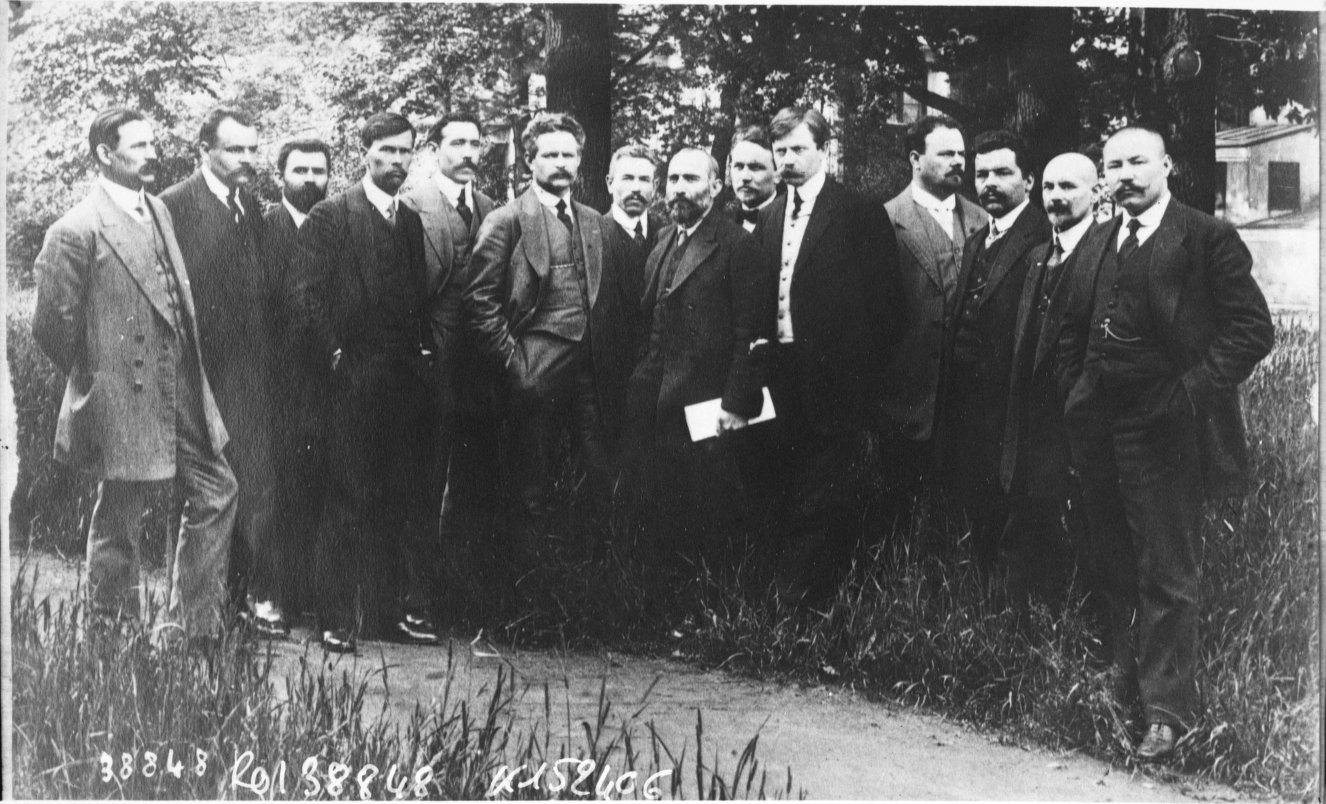
Р. В. Малиновский (в центре) с членами социал-демократической фракции в 4-й Государственной Думе

Избран депутатом Государственной Думы IV созыва от Московской губернии по рабочей курии как член профсоюза металлистов. После создания в ноябре 1913 года самостоятельной большевистской фракции стал её председателем.
В январе 1914 года по требованию товарища министра внутренних дел В. Ф. Джунковского уволен из числа сотрудников полиции. В мае 1914 года сложил депутатские полномочия и уехал за границу.
Супруга Адольфа Иоффе Мария в своих воспоминаниях со ссылкой на рассказанное ей очевидцем бывшим депутатом Думы М. И. Скобелевым писала, что о том, что Малиновский является агентом-осведомителем охранки, стало известно монархисту депутату Пуришкевичу: «Последний во время выступления с трибуны Думы Малиновского поднялся, подошёл и, сильно хлопнув им по деке, оставил на кафедре перед оратором круглый рубль. „Сребренник Иуды!“ — крикнул из зала депутат Марков-второй. Малиновский всё понял и, покинув трибуну, сразу же сложил с себя полномочия депутата Думы».
После отъезда за границу из-за своего неожиданного исчезновения был исключён из партии по обвинению в дезертирстве.
Известна история о том, что когда на страницах меньшевистской газеты «Луч» появилась заметка с обвинением Малиновского в провокаторстве, подписанная буквой «Ц» (меньшевик Ционглинский), большевики решили, что «Ц» означает Цедербаум, и по воспоминаниям Л. О. Дан — урождённой Цедербаум, — «к ней на квартиру пришёл, добиваясь прекращения порочащих Малиновского слухов, большевик Васильев (Джугашвили)».
Известно также, что Ленин, осуждая «дезертирство» Малиновского, не верил в его сотрудничество с охранкой, считал Малиновского с одной стороны «жертвой политического самоубийства» и «достаточно наказанным партией», с другой — объектом травли со стороны меньшевиков и черносотенцев и постоянно требовал прекратить нападки на бывшего депутата. 
С началом Первой мировой войны вступил в русскую армию, был ранен и попал в плен. После ложных известий русских и иностранных газет о гибели «на Галицийском театре войны» Р. В. Малиновского, в № 33 «Социал-Демократа» от 1 ноября 1914 года был помещён некролог «Роман Вацлович Малиновский», написанный В. И. Лениным и Г. Е. Зиновьевым. В нём авторы, в частности, отмечали: «Мы уполномочены только заявить следующее. Комиссия, назначенная Ц[ентральным] к[омитет]ом РСДРП, после тщательного расследования и опроса ряда свидетелей единогласно пришла к безусловному и непоколебимому убеждению в том, что Р. В. Малиновский был политически честным человеком и что легенда о провокации создана сознательными клеветниками». Впоследствии Ленин писал Малиновскому в концентрационный лагерь достаточно тёплые письма (впервые опубликованные только в 1995 году).
С подачи Малиновского охранка арестовывала Николая Бухарина (1910), Серго Орджоникидзе (1912), Якова Свердлова (1913) и Иосифа Сталина (1913).
В газете «Единство» № 1 от 29 марта 1917 года Малиновскому было предъявлено обвинение в том, что он, будучи предателем по сути, после попадания в плен «быстро устроился на том же знакомом ему поприще. После предательства товарищей он стал предавать родину. Германское правительство приняло Малиновского на службу и поручило ему германофильскую и пораженческую пропаганду в лагерях для военнопленных. Солдат 4-го Каковского полка В. Виноградов, возвратившийся инвалидом из германского плена, свидетельствует, что видел Малиновского в лагере „Альтен Грабов“ и что Малиновский пользуется большим почётом среди немецких офицеров».
В 1917 году был вторично обвинён в провокаторстве. Чрезвычайная следственная комиссия Временного правительства раскрыла его тесное сотрудничество с царской охранкой. После освобождения из плена в 1918 году вернулся в Россию, чтобы оправдаться от обвинений в провокаторстве. Защитником на процессе по делу Малиновского был М. А. Оцеп. Осуждён и расстрелян по приговору Верховного трибунала ВЦИК от 5 ноября 1918 года в Москве.
Как писал о том Виктор Серж: «Несмотря на разоблачение, бывший лидер большевистской фракции в Думе приехал в 1918 году из Германии в Россию и явился в Смольный, прося арестовать его... Козловский допросил Малиновского. Тот утверждал, что не может жить вне революции. „Я сам себе противоречу, раздваиваюсь и согласен, чтобы меня расстреляли!“ Так же он держался и перед революционным трибуналом. Обвинительная речь Крыленко была беспощадной („Авантюрист разыгрывает свою последнюю карту!“), и Малиновский был расстрелян в садах Кремля».
29 декабря 2021 года Роман Малиновский был реабилитирован Верховным Судом Российской Федерации.